# كورن
كورن (بالإنجليزية: Korn)‏ هي فرقة روك أمريكية من بيكرزفيلد كاليفورنيا والتي شكلت في عام 1993، وصلت الفرقة على قائمة بيلبورد 200 تسع مرات على التوالي في المراكز العشرة الأولى.
حتى الآن، كورن باع أكثر من 30 مليون البوم في جميع أنحاء العالم، بما فيها 16.5 في الولايات المتحدة، في حين كسب ستة جوائز غرامي ورشحوا لاثنتان.

## الألبومات
- 1994 - Korn
- 1996 - Life Is Peachy
- 1998 - Follow The Leader
- 1999 - Issues
- 2002 - Untouchables
- 2003 - Take A Look In The Mirror
- 2004 - Greatest Hits, Vol. 1
- 2005 - See You On The Other Side
- 2006 - Live & Rare
- 2007 - MTV Unplugged
- 2007 - Untitled
- 2010 - Korn III Remember Who You Are
- 2011- The Path of Totality
- The Paradigm Shift - 2013
- The Paradigm Shift (World Tour Edition) - 2014
- The Serenity of Suffering - 2016
- The Nothing - 2019
- Requiem - 2022

## روابط خارجية
- كورن على موقع IMDb (الإنجليزية)
- كورن على موقع ميوزك برينز (الإنجليزية)
- كورن على موقع رولينغ ستون (الإنجليزية)
- كورن على موقع أول ميوزيك (الإنجليزية)
- كورن على موقع ديسكوغز (الإنجليزية)